# Европейский маршрут E24
Европейский маршрут Е24 — европейский автомобильный маршрут категории А в Великобритании, соединяющий города Бирмингем и Ипсуич. Длина маршрута — 254 км.
Маршрут Е24 проходит через города Ковентри, Регби, Кеттеринг, Кембридж и Бери-Сент-Эдмундс.
Е24 связан с маршрутами E05 и E30.